# Ⅶ - Sense
 VII-Sense (セブンセンス?  Seventh Sense) fue una banda Japonesa de Metal Sinfónico y Metal Alternativo perteneciente al estilo Visual Kei, activa desde noviembre del 2009 hasta mayo de 2012, fue el último proyecto de Shaura (Juka), Ex Moi dix Mois, Hizaki Grace Project.

## Historia
Juka después de haber estado en Moi dix Mois y Hizaki Grace Project comenzó su carrera de Solista el 2007, después de Terminar su Carrera de Solista tenía pensado crear un proyecto con Kazuno (exbajista de Moi dix Mois) y lo llamaría "Seventh Sense" Lamentablemente Juka debido a su Mala Salud a finales del 2007 decidió Cancelar el Proyecto.
Juka el 10 de mayo del 2009 Vuelve a Cantar con su nuevo Proyecto "Xover" junto al Guitarrista Kouichi (ex-Everlasting-K), Juka para esta nueva etapa de su carrera se cambia el Nombre a "Shaura", Xover en enero del 2010 anuncia su disolución.
El 27 de noviembre de 2009 antes de disolver Xover Shaura anuncia el Renacimiento de Seventh Sence, esta vez sin Kazuno, pero con Erina (Ex Dio), RayX, Kaz (ex Virus Garage), Mikage (ex. HIZAKI Grace Project) y Masato (ex Soporte de Xover). La banda Tomaría el nombre de VII-Sense, que significa Séptimo Sentido.
El 24 de marzo del 2010 la banda lanza su primer maxisencillo y PV titulado "Black Bird", y el 28 de julio del mismo año lanzan su segundo maxisencillo titulado "Cell Division" el PV del sencillo fue "Not Vide ID", en un concierto el 30 de julio distribuyeron su nuevo PV "Revelations" (Canción que sería incluida en su próximo Mini Álbum que lanzarán el 2011)

## 2011 y disolución de la banda
En febrero de 2011 participaron en el Omnibus SHOXX Explosion Showcase.
El 20 de abril como ya habían anunciado lanzaron su nuevo y primer Mini Álbum (EP) titulado "The Reminiscence Of War"
El 13 de julio VII-Sense y la banda Art Cube Grabaron un sencillo en conjunto titulado "Art Sensation".
El 14 de marzo del 2012 la banda lanza su tercer maxisencillo titulado "Silent Assassin" También con su respectivo PV que lleva el mismo nombre.
El 26 de marzo del 2012 el guitarrista Erina confirmó en su Blog la desolución de VII-Sense, después de 2 años de actividad en la banda, la razón dada fue por las varias discusiones entre los miembros, el último concierto de la banda tuvo lugar el 26 de mayo de 2012 en Shinjuku.

## Miembros
- Shaura (Vocalista) - (Ex Moi dix Mois, Hizaki Grace Project, Node Of Scherzo, Juka (Solista), Xover)
- Erina (Guitarrista) - (Ex Schelle, Chelsea, Dio Distraught Overlord)
- Masato (Bajista) - (Ex Cradle, Xover)
- Kaz (Piano - Guitarra) - (Ex Virus Garage)
- Mikage (Batería) - (Ex Babylon, Schwadix Marvally, Hizaki Grace Project)
- RayX (Guitarrista)

## Discografía

### Álbumes y EP
- 2011.04.20 The Reminiscence Of War (1.er Mini Álbum (EP))

### Sencillos
- 2010.03.24 Black Bird (1.er Maxi Single)
- 2010.07.28 Cell Division (2.º Maxi Single)
- 2012.03.14 Silent Assassin (3.er Maxi Single)

### Otros
- 2011.02.xx SHOXX Explosion Showcase (Álbum Omnibus)
- 2011.07.13 Art Sensation (Single Junto a la banda Art Cube)

### Videografía
| Canción           | Lanzado | Álbum                         |
| ----------------- | ------- | ----------------------------- |
| "Black Bird"      | 2010    | Black Bird (Maxi Single)      |
| "Not Vide ID"     | 2010    | Cell Division (Maxi Single)   |
| "Revelations"     | 2010    | Distribuido En Los Conciertos |
| "Silent Assassin" | 2012    | Silent Assassin (Maxi Single) |